# Église Saint-Martin d'Orx
L'église Saint-Martin est un lieu de culte catholique situé dans la commune de Orx, dans le département français des Landes.

## Présentation
L'édifice date probablement du XIIe siècle. Le clocher carré date du XVIIIe siècle.
Le chœur est séparé de la nef par un arc. La sous-face de cet arc est couverte d'une fresque en ocre rouge datant du XVIe siècle.
La nef est séparée d'un bas-côté par quatre arcades dont les colonnes présentent des chapiteaux à personnages du XVe siècle.
L'édifice fait l’objet d’une inscription au titre des monuments historiques depuis le 31 janvier 1972.

## Galerie

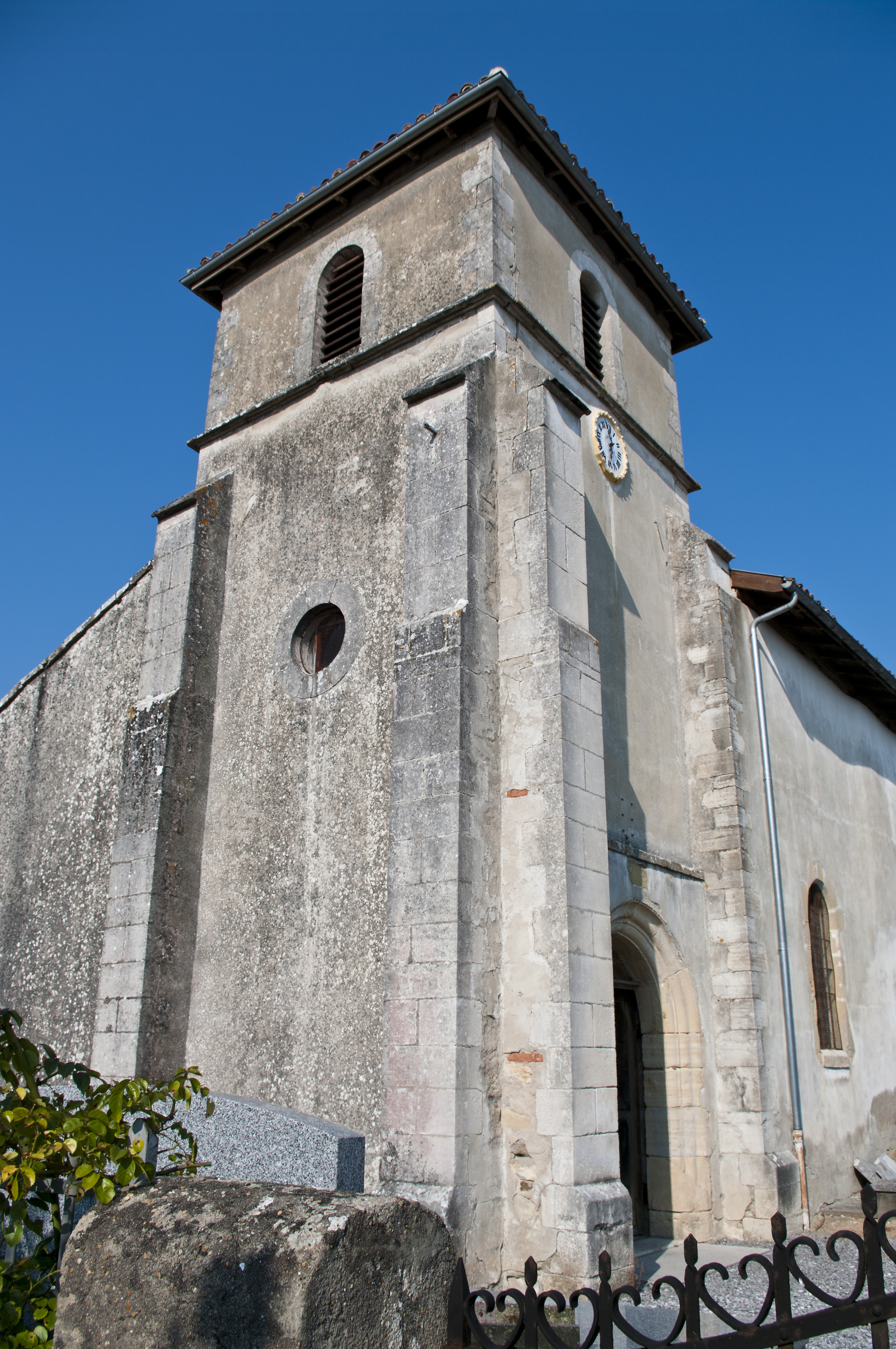
Le clocher du XVIIIe siècle
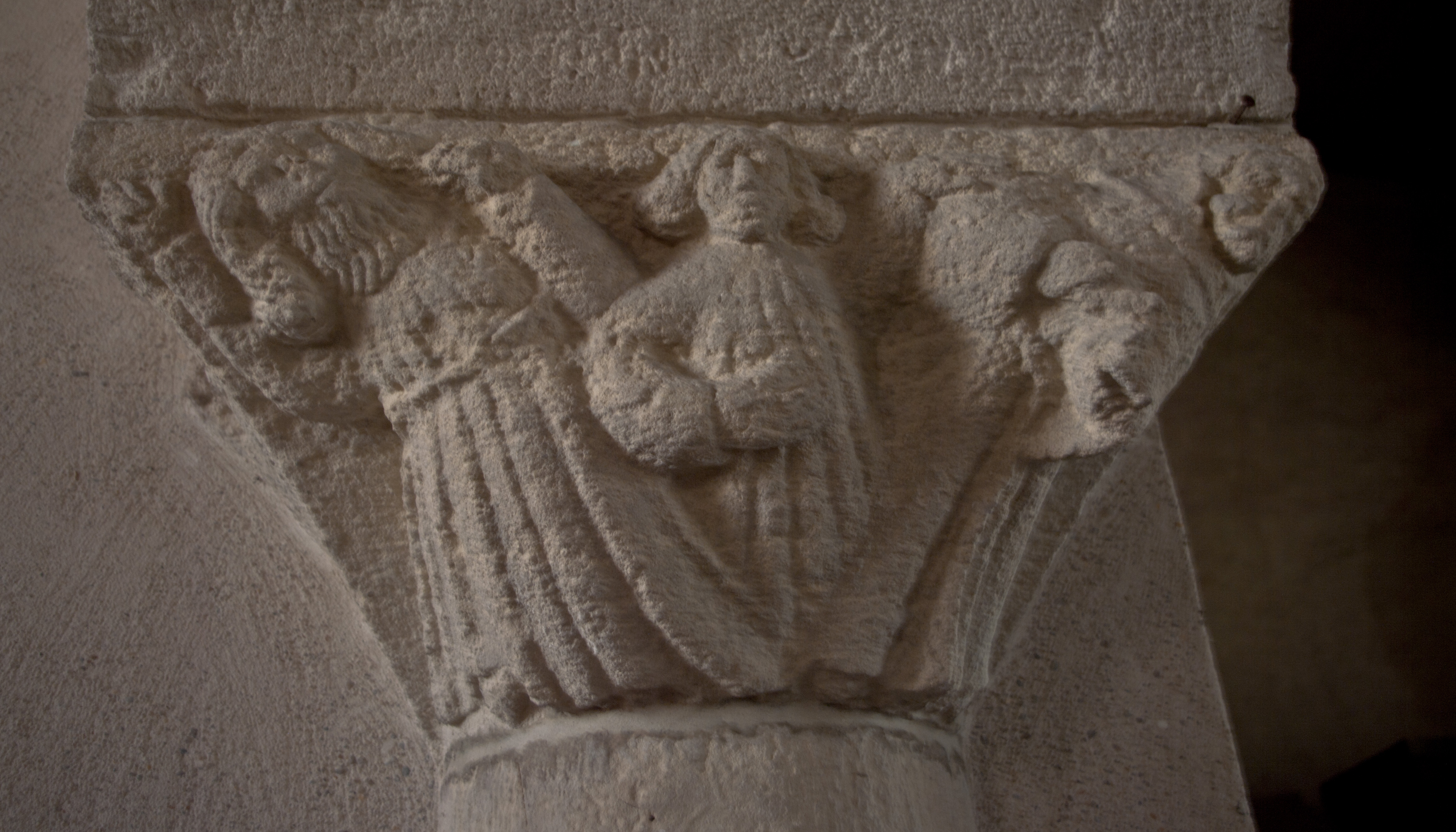
Chapiteaux romans
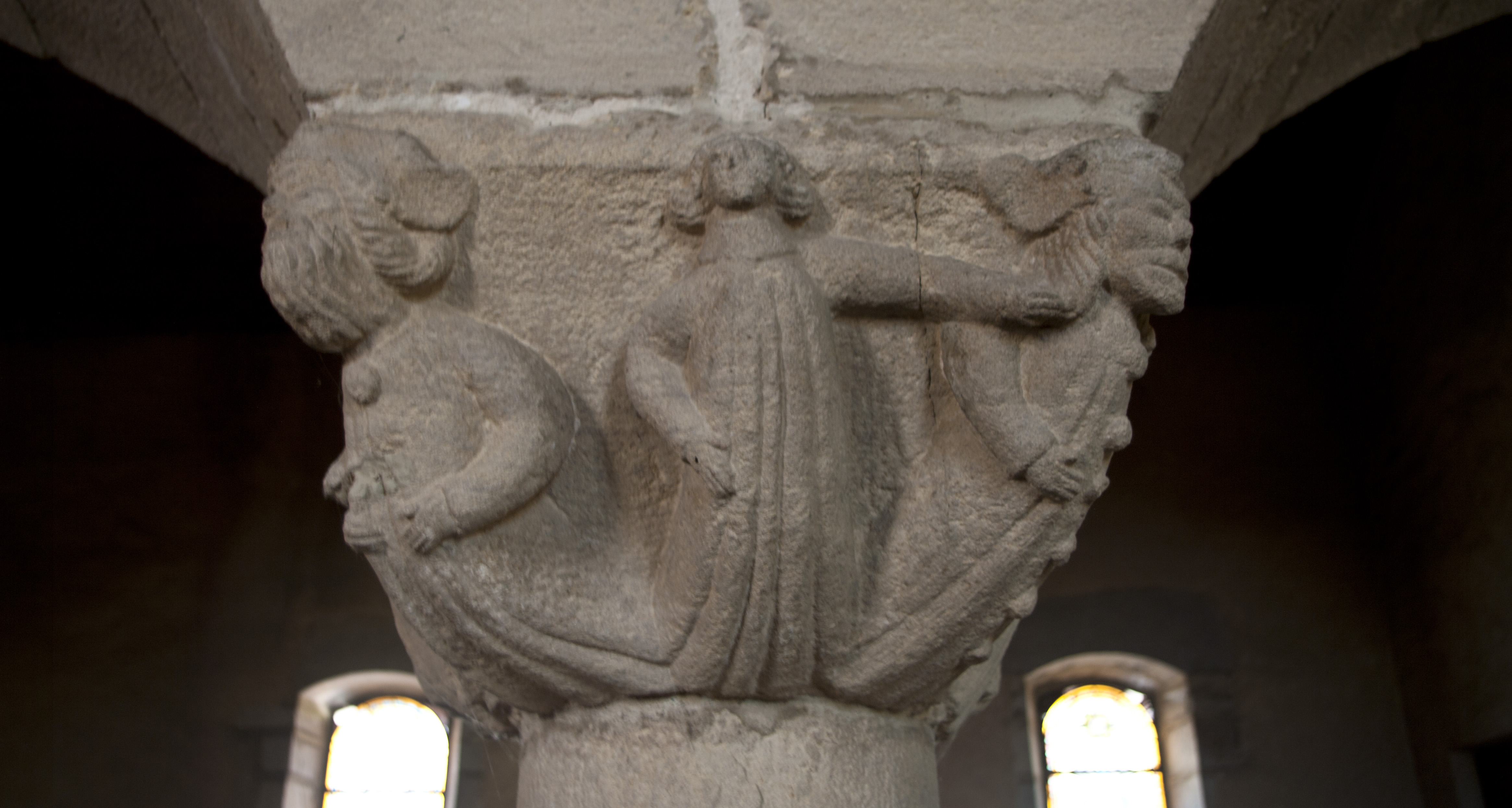
Chapiteaux romans
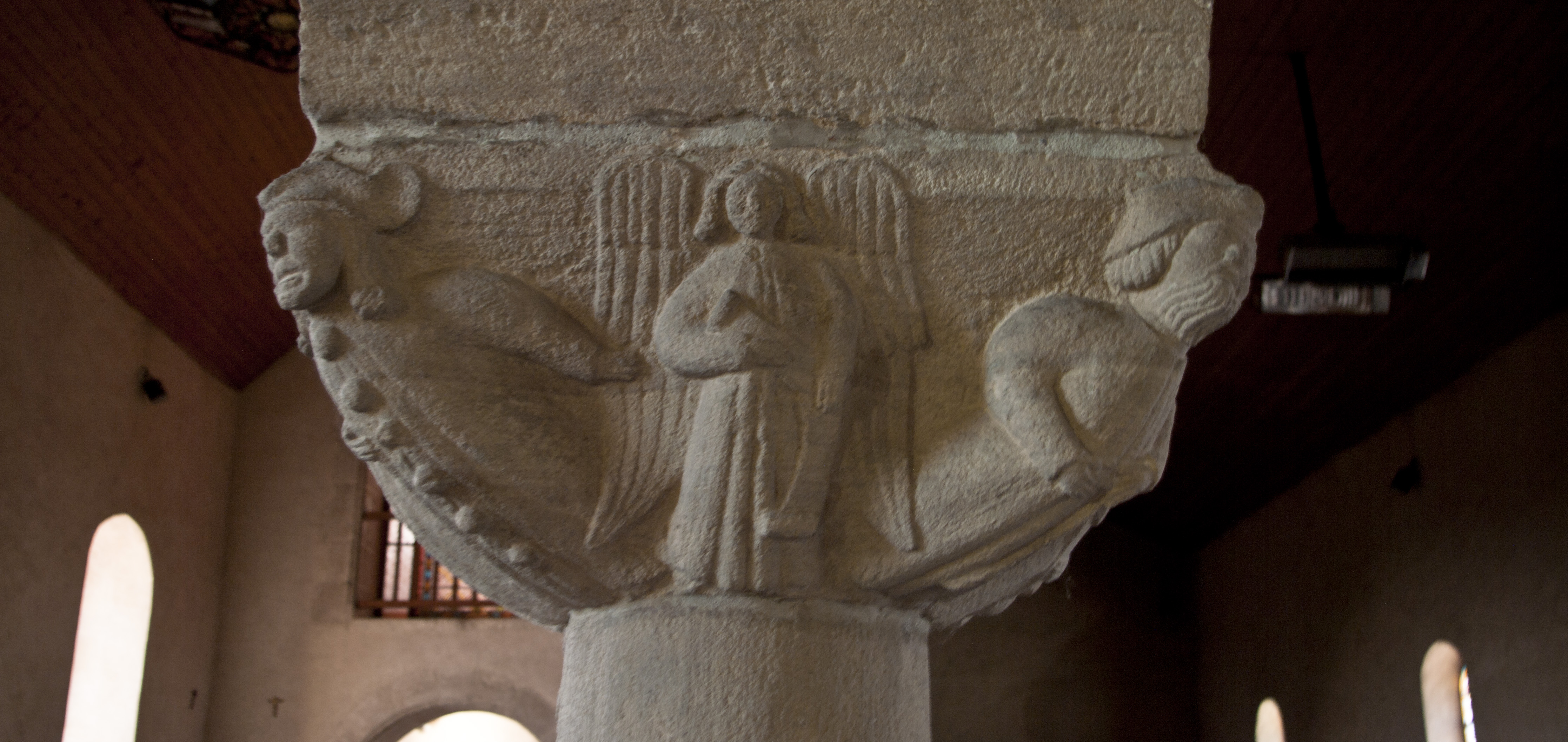
Chapiteaux romans
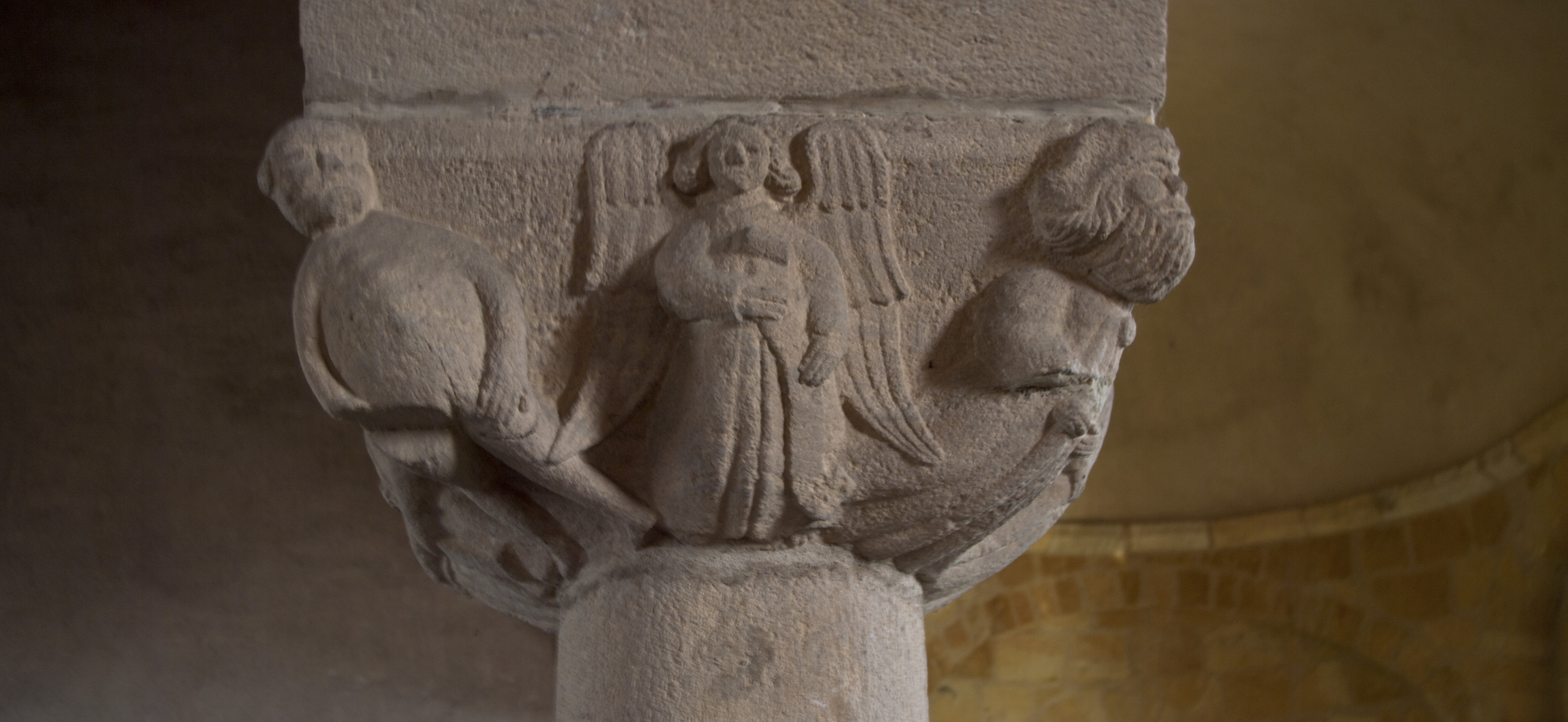
Chapiteaux romans
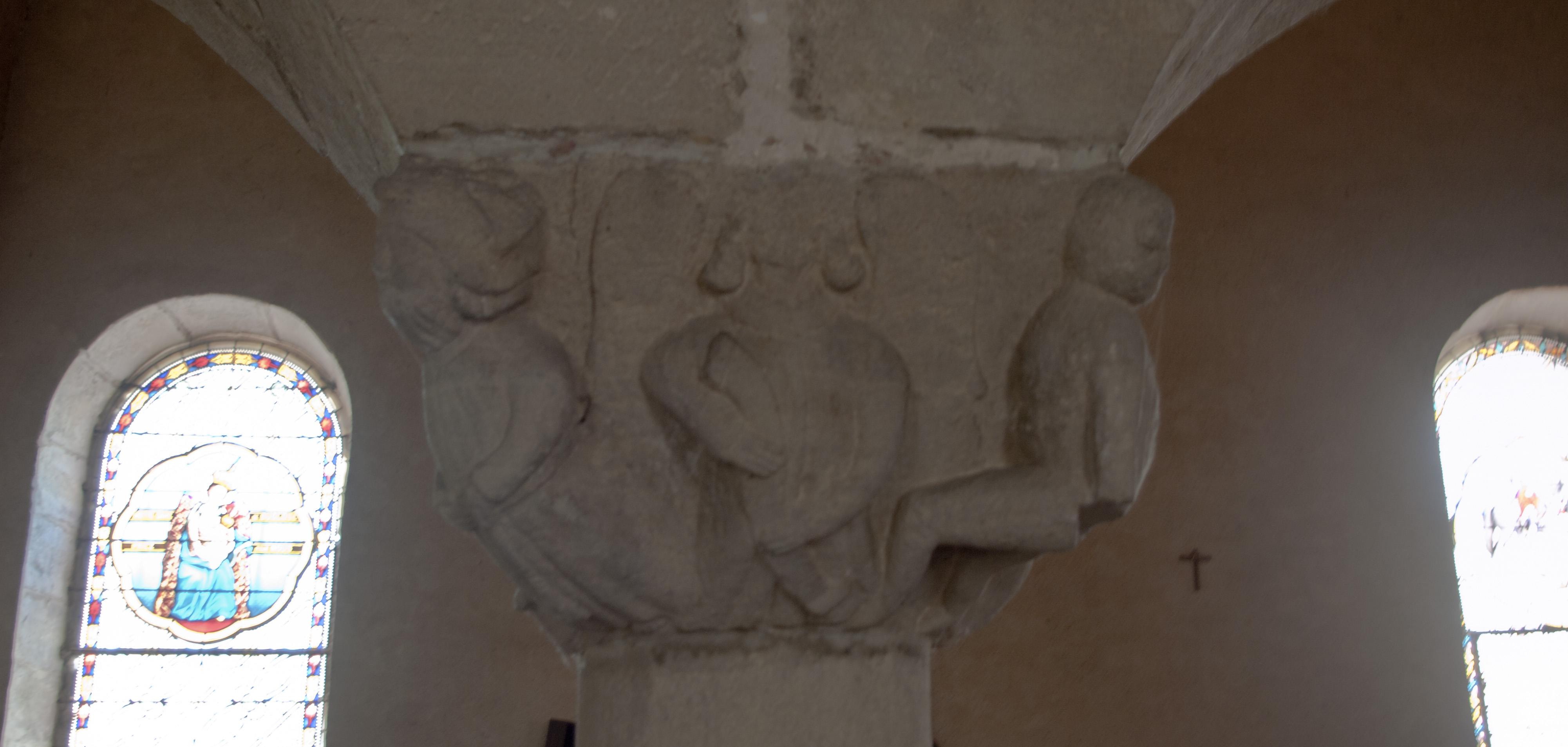
Chapiteaux romans
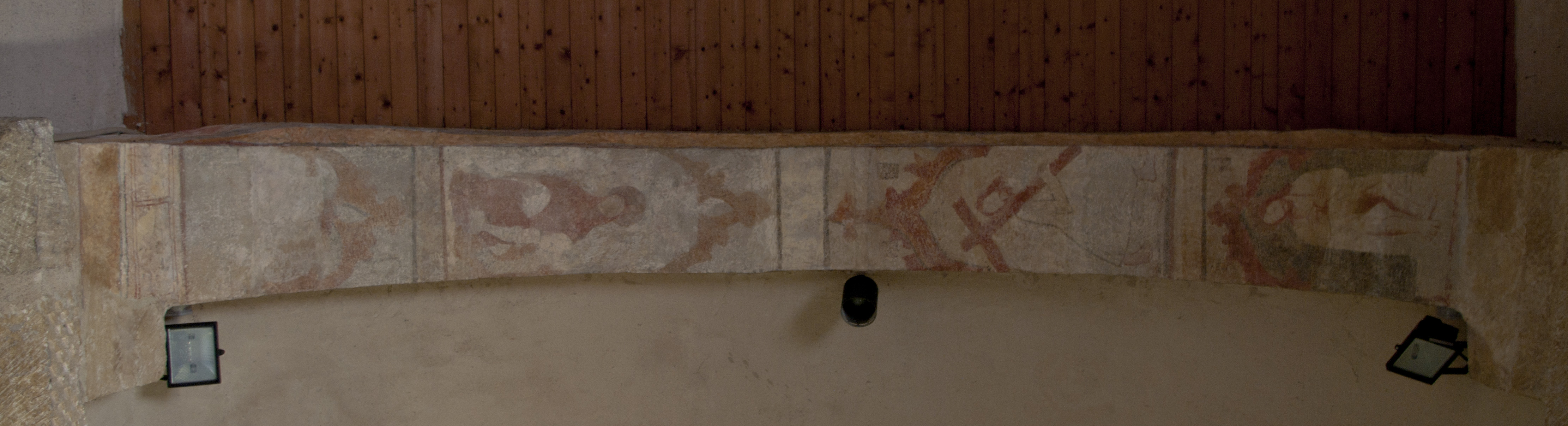
Arc couvert d'une fresque en ocre rouge